# Giọng hát Việt nhí (mùa 5)
Mùa giải thứ năm của cuộc thi truyền hình thực tế Giọng hát Việt nhí được phát sóng vào ngày 12 tháng 8 năm 2017. Các huấn luyện viên của mùa thi này gồm Vũ Cát Tường, cùng huấn luyện viên mới là Soobin Hoàng Sơn và cặp Hương Tràm - Tiên Cookie. Hai HLV cũ là Noo Phước Thịnh và Đông Nhi chuyển sang làm HLV Giọng hát Việt 2017 nên không đảm nhận vị trí này ở mùa Giọng hát Việt nhí năm nay. Hồ Hoài Anh cũng không tiếp tục vai trò giám đốc âm nhạc, thay vào đó, Lưu Thiên Hương là giám đốc âm nhạc cho mùa thi thứ 5 của chương trình.
Trong đêm chung kết được trực tiếp trên VTV3 vào tối 25/11/2017, thí sinh Dương Ngọc Ánh của đội Vũ Cát Tường đã trở thành quán quân Giọng hát Việt nhí 2017 với tổng tỉ lệ bình chọn là 39,38%, hai thí sinh Đỗ Thị Hoài Ngọc (đội Soobin Hoàng Sơn) và Lê Châu Như Ngọc (đội Hương Tràm và Tiên Cookie) là á quân của chương trình. Ba thí sinh được cứu lại vào đêm chung kết là Trần Quốc Thái, Trần Thị Hồng Thư và Đặng Đình Tâm đồng hạng ba với tỉ lệ bình chọn lần lượt là 8,34%, 4,65% và 15,57%.

## Vòng Blind Audition (Giấu mặt)
Trong vòng giấu mặt, các huấn luyện viên sẽ tiến hành "tuyển quân" để tìm cho mình một đội 15 người. Các huấn luyện viên sẽ ngồi quay lưng lại với thí sinh và không được biết bất cứ thông tin gì của thí sinh trừ giọng hát. Khi họ thấy muốn "tuyển" thí sinh đó vào đội thì phải nhấn nút "TÔI CHỌN BẠN" trong khi phần thi của thí sinh chưa kết thúc. Nếu chỉ một huấn luyện viên quay lại, thí sinh sẽ về đội người đó. Nếu có nhiều huấn luyện viên quay lại, thí sinh được phép chọn lựa huấn luyện viên mình thích và huấn luyện viên cũng được phép dùng mọi cách để "chiêu mộ" thí sinh về đội của mình. Huấn luyện viên đã đầy chỗ sẽ dừng tuyển trong khi các huấn luyện viên khác tiếp tục. Vòng giấu mặt kết thúc ngay khi tất cả các huấn luyện viên dừng tuyển vì đủ chỗ.
Vòng giấu mặt được phát sóng từ ngày 12 tháng 8 năm 2017.
Chú thích

### Tập 1 (12/08/2017)
| Thứ tự | Thí sinh (Tuổi, Quê quán)                           | Bài hát (Sáng tác)                                             | Lựa chọn của huấn luyện viên và thí sinh | Lựa chọn của huấn luyện viên và thí sinh | Lựa chọn của huấn luyện viên và thí sinh |
| Thứ tự | Thí sinh (Tuổi, Quê quán)                           | Bài hát (Sáng tác)                                             | Soobin Hoàng Sơn                         | Hương Tràm & Tiên Cookie                 | Vũ Cát Tường                             |
| ------ | --------------------------------------------------- | -------------------------------------------------------------- | ---------------------------------------- | ---------------------------------------- | ---------------------------------------- |
| 1      | Vũ Thị Thảo Vy (10, Nghệ An)                        | Tôi là một ngôi sao (Nguyễn Hải Phong)                         |                                          |                                          | —                                        |
| 2      | Lê Kim Ngân (9, Thành phố Hồ Chí Minh)              | Ôi quê tôi (Lê Minh Sơn)                                       |                                          | —                                        | —                                        |
| 3      | Nguyễn Duy Linh (11, Hà Nội)                        | Con đường tôi (Khắc Hưng)                                      |                                          |                                          |                                          |
| 4      | Lê Thanh Ngân (9, Hải Phòng)                        | Mẹ yêu (Phương Uyên)                                           | —                                        |                                          | —                                        |
| 5      | Trần Nam Khánh (13, Hà Nội)                         | Đốm lửa (Quốc Bảo, Trần Thanh Hòa)                             |                                          | —                                        | —                                        |
| 6      | Nguyễn Lê Minh Nguyên (11, Bình Thuận)              | Vì đâu (An Hiếu)                                               |                                          |                                          |                                          |
| 7      | Huỳnh Thu Hằng (9, Thành phố Hồ Chí Minh)           | Tôi thấy hoa vàng trên cỏ xanh (Châu Đăng Khoa)                | —                                        | —                                        | —                                        |
| 8      | Vũ Nguyễn Minh Anh (14, Thành phố Hồ Chí Minh)      | Sống như những đóa hoa (Tạ Quang Thắng)                        | —                                        | —                                        | —                                        |
| 9      | Hà Phương Linh (12, Hà Nội)                         | Faded (Alan Walker, Jesper Borgen, Anders Froen, Gunnar Greve) |                                          |                                          |                                          |
| 10     | Nguyễn Trần Phương Trúc (11, Thành phố Hồ Chí Minh) | Con có mẹ rồi (Hồ Hoài Anh)                                    |                                          |                                          | —                                        |
| 11     | Lê Châu Như Ngọc (11, Thành phố Hồ Chí Minh)        | Hurt (Christina Aguilera, Linda Perry, Mark Ronson)            |                                          |                                          |                                          |

### Tập 2 (19/08/2017)
| Thứ tự | Thí sinh (Tuổi, Quê quán)                    | Bài hát (Sáng tác)                            | Lựa chọn của huấn luyện viên và thí sinh | Lựa chọn của huấn luyện viên và thí sinh | Lựa chọn của huấn luyện viên và thí sinh |
| Thứ tự | Thí sinh (Tuổi, Quê quán)                    | Bài hát (Sáng tác)                            | Soobin Hoàng Sơn                         | Hương Tràm & Tiên Cookie                 | Vũ Cát Tường                             |
| ------ | -------------------------------------------- | --------------------------------------------- | ---------------------------------------- | ---------------------------------------- | ---------------------------------------- |
| 1      | Trần Thị Hồng Thư (14, Hà Nội)               | Em tôi (Thuận Yến)                            |                                          |                                          | —                                        |
| 2      | Nguyễn Phi Long (12, Hà Nội)                 | Mưa bay tháp cổ (Trần Tiến)                   |                                          |                                          | —                                        |
| 3      | Phạm Lê Quốc Hưng (11, Gia Lai)              | Đã có anh hai (Phạm Hồng Phước)               | —                                        | —                                        |                                          |
| 4      | Trần Minh Thư (11, Hà Nội)                   | Cho em gần anh thêm chút nữa (Tăng Nhật Tuệ)  |                                          |                                          | —                                        |
| 5      | Vũ Tiến Dũng (11, Đồng Nai)                  | Santa Lucia (Teodor Cottrau)                  | —                                        | —                                        |                                          |
| 6      | Trần Tuyết Đan Lê (10, Nghệ An)              | Thênh thênh Oong ơi (Nguyễn Cường)            |                                          |                                          |                                          |
| 7      | Nguyễn Phi Khang (10, Thành phố Hồ Chí Minh) | Áo mùa đông (Đỗ Nhuận)                        | —                                        | —                                        |                                          |
| 8      | Huỳnh Nguyễn Gia Hân (10, Hà Nội)            | Sắc màu (Trần Tiến)                           |                                          |                                          |                                          |
| 9      | Huỳnh Hồng Ân (5, Thành phố Hồ Chí Minh)     | Đi học (Nhạc: Bùi Đình Thảo. Thơ: Minh Chính) | —                                        | —                                        | —                                        |
| 10     | Nguyễn Tâm Hào (13, Bình Dương)              | Nội tôi (Đình Văn)                            |                                          |                                          |                                          |

### Tập 3 (26/08/2017)
| Thứ tự | Thí sinh (Tuổi, Quê quán)                        | Bài hát (Sáng tác)                                                                      | Lựa chọn của huấn luyện viên và thí sinh | Lựa chọn của huấn luyện viên và thí sinh | Lựa chọn của huấn luyện viên và thí sinh |
| Thứ tự | Thí sinh (Tuổi, Quê quán)                        | Bài hát (Sáng tác)                                                                      | Soobin Hoàng Sơn                         | Hương Tràm & Tiên Cookie                 | Vũ Cát Tường                             |
| ------ | ------------------------------------------------ | --------------------------------------------------------------------------------------- | ---------------------------------------- | ---------------------------------------- | ---------------------------------------- |
| 1      | Lương Phương Linh (9, Hà Nội)                    | Bring me to life (Amy Lee, Ben Moddy, David Hodges)                                     |                                          | —                                        |                                          |
| 2      | Trần Ngọc Gia Hân (10, Thành phố Hồ Chí Minh)    | Giấc mơ trưa (Nhạc: Giáng Son Thơ: Nguyễn Vĩnh Tiến)                                    |                                          |                                          |                                          |
| 3      | Nguyễn Vũ Phương Anh (14, Thành phố Hồ Chí Minh) | Chợt như giấc mơ (Huy Trực)                                                             | —                                        | —                                        |                                          |
| 4      | Trần Xương Nhi (9, Thành phố Hồ Chí Minh)        | Ba kể con nghe (Nguyễn Hải Phong)                                                       |                                          |                                          | —                                        |
| 5      | Đặng Đình Tâm (11, Thanh Hóa)                    | Đêm ả đào (Phú Quang)                                                                   |                                          |                                          |                                          |
| 6      | Nguyễn Khả Vy (10, Thành phố Hồ Chí Minh)        | Bão đêm (Nhóm Microwave)                                                                |                                          |                                          | —                                        |
| 7      | Hoàng Thị Thu Hà (14, Hà Tĩnh)                   | Huyền thoại mẹ (Trịnh Công Sơn)                                                         |                                          |                                          |                                          |
| 8      | Nguyễn Thị Minh Ngọc (10, Nghệ An)               | Đất nước lời ru (Văn Thành Nho)                                                         |                                          | —                                        | —                                        |
| 9      | Đào Nguyễn Hải Bình (12, Hải Phòng)              | Firework (Katy Perry, Mikkel S. Eriksen, Tor Erik Hermansen, Sandy Wilhelm, Ester Dean) |                                          |                                          |                                          |
| 10     | Hồ Trần Thành Công (14, Thành phố Hồ Chí Minh)   | Nhật ký của mẹ (Nguyễn Văn Chung)                                                       | —                                        | —                                        | —                                        |

### Tập 4 (02/09/2017)
| Thứ tự | Thí sinh (Tuổi, Quê quán)                      | Bài hát (Sáng tác)                       | Lựa chọn của huấn luyện viên và thí sinh | Lựa chọn của huấn luyện viên và thí sinh | Lựa chọn của huấn luyện viên và thí sinh |
| Thứ tự | Thí sinh (Tuổi, Quê quán)                      | Bài hát (Sáng tác)                       | Soobin Hoàng Sơn                         | Hương Tràm & Tiên Cookie                 | Vũ Cát Tường                             |
| ------ | ---------------------------------------------- | ---------------------------------------- | ---------------------------------------- | ---------------------------------------- | ---------------------------------------- |
| 1      | Bùi Mộng Thơm (14, Đồng Nai)                   | Còn thương rau đắng mọc sau hè (Bắc Sơn) | —                                        |                                          |                                          |
| 2      | Nguyễn Ngọc Châu Linh (10, Hải Phòng)          | Radio (Hồ Hoài Anh)                      |                                          |                                          | —                                        |
| 3      | Bùi Bích Vy (11, Đồng Nai)                     | Về với đông (Vũ Minh Tâm)                | —                                        |                                          |                                          |
| 4      | Đặng Hữu Lâm (14, Bình Thuận)                  | Mái đình làng biển (Nguyễn Cường)        |                                          |                                          |                                          |
| 5      | Nguyễn Ngọc Trọng (11, Thanh Hóa)              | Giấc mơ Chapi (Trần Tiến)                | —                                        | —                                        |                                          |
| 6      | Nguyễn Thủy Tiên (14, Thành phố Hồ Chí Minh)   | Nhiều người ôm giấc mơ (Lê Cát Trọng Lý) | —                                        |                                          |                                          |
| 7      | Nguyễn Huy Hoàng (14, Thanh Hóa)               | Hồ trên núi (Phó Đức Phương)             |                                          | —                                        | —                                        |
| 8      | Nguyễn Võ Ngọc Giàu (9, Thành phố Hồ Chí Minh) | Giấc mơ của tôi (Anh Quân)               |                                          |                                          |                                          |
| 9      | Nguyễn Minh Nhật (13, Bình Định)               | Ngẫu hứng sông Hồng (Trần Tiến)          | —                                        | —                                        | —                                        |
| 10     | Dương Ngọc Ánh (11, Bắc Giang)                 | Hello (Adele Adkins, Greg Kurstin)       |                                          |                                          |                                          |

### Tập 5 (16/09/2017)
| Thứ tự | Thí sinh (Tuổi, Quê quán)                         | Bài hát (Sáng tác)                                      | Lựa chọn của huấn luyện viên và thí sinh | Lựa chọn của huấn luyện viên và thí sinh | Lựa chọn của huấn luyện viên và thí sinh |
| Thứ tự | Thí sinh (Tuổi, Quê quán)                         | Bài hát (Sáng tác)                                      | Soobin Hoàng Sơn                         | Hương Tràm & Tiên Cookie                 | Vũ Cát Tường                             |
| ------ | ------------------------------------------------- | ------------------------------------------------------- | ---------------------------------------- | ---------------------------------------- | ---------------------------------------- |
| 1      | Phạm Ngọc Thiên Thanh (11, Thành phố Hồ Chí Minh) | Nhà là nơi để về (Yến Lê)                               |                                          | —                                        |                                          |
| 2      | Bạch Duy Khánh (12, Nghệ An)                      | Chiếc khăn piêu (Doãn Nho)                              |                                          | —                                        |                                          |
| 3      | Lê Đình Anh Đức (12, Thành phố Hồ Chí Minh)       | Quê hương tuổi thơ tôi (Từ Huy)                         | —                                        |                                          |                                          |
| 4      | Huỳnh Thị Ái Vy (13, Bình Định)                   | Nhật kí của mẹ (Nguyễn Văn Chung)                       |                                          |                                          | —                                        |
| 5      | Trần Quốc Thái (10, Thanh Hóa)                    | It's my life (Jon Bon Jovi, Richie Sambora, Max Martin) |                                          |                                          |                                          |
| 6      | Võ Lê Hoàng Ánh (9, Kiên Giang)                   | Thời gian (Phạm Anh Khoa)                               | —                                        |                                          | —                                        |
| 7      | Huỳnh Gia Phú (11, Thành phố Hồ Chí Minh)         | Đi để trở về (Tiên Cookie)                              |                                          |                                          |                                          |
| 8      | Trần Nguyễn Thanh Thy (12, Thành phố Hồ Chí Minh) | Cha già rồi đúng không (Phạm Hồng Phước)                | —                                        | —                                        |                                          |
| 9      | Trần Thị Vân Anh (12, Hà Tĩnh)                    | Quê hương ba miền (Thanh Sơn)                           | —                                        | —                                        | —                                        |
| 10     | Đỗ Thị Hoài Ngọc (11, Hải Phòng)                  | Uống trà (Phạm Toàn Thắng)                              |                                          |                                          |                                          |

## Vòng Battle (Đối đầu)
15 thí sinh trong mỗi đội sẽ được chia ra thành 5 trận đấu đối đầu, mỗi trận đối đầu có 3 đối thủ. Mỗi nhóm sẽ trình bày một ca khúc được tập luyện từ trước trên sân khấu dưới sự huấn luyện của huấn luyện viên chủ quản và cố vấn của huấn luyện viên đó. Sau khi lên sân khấu đối đầu thể hiện xong bài hát đối đầu đã được tập luyện cùng huấn luyện viên và cố vấn, huấn luyện viên chủ quản sẽ xướng danh một trong 3 đối thủ của mỗi nhóm là người chiến thắng và có quyền đi tiếp vào vòng trong. Sau khi cả năm trận đấu diễn ra với 5 thí sinh thắng cuộc và 10 thí sinh thua cuộc của mỗi đội, huấn luyện viên từng đội sẽ xướng danh thêm một trong số 10 thí sinh thua cuộc của đội khác để đi tiếp vào vòng Liveshow cùng với 5 thí sinh đã giành chiến thắng ở các trận đấu của đội mình. Như vậy, sau khi vòng này kết thúc thì mỗi đội sẽ còn lại 6 thí sinh.
Chú thích
     Thắng đối đầu trực tiếp do được HLV chọn
     Thua đối đầu trực tiếp nhưng được HLV đội khác cứu cuối cùng
     Thua đối đầu trực tiếp do không được HLV chọn và không được HLV cứu cuối cùng
Danh sách cố vấn âm nhạc của các đội trong vòng đối đầu
| Thứ tự | Đội HLV                   | Cố vấn      |
| ------ | ------------------------- | ----------- |
| 1      | Soobin Hoàng Sơn          | Hoàng Bách  |
| 2      | Hương Tràm và Tiên Cookie | Thùy Chi    |
| 3      | Vũ Cát Tường              | Hà Anh Tuấn |

### Tập 1 (23/09/2017)
| Thứ tự | Đội                    | Bài hát đối đầu (Sáng tác)                                               | Thí sinh 1            | Thí sinh 2           | Thí sinh 3           | CỨU |
| ------ | ---------------------- | ------------------------------------------------------------------------ | --------------------- | -------------------- | -------------------- | --- |
| 1      | Soobin Hoàng Sơn       | Ngẫu hứng ngựa ô (Trần Tiến)                                             | Trần Tuyết Đan Lê     | Nguyễn Thị Minh Ngọc | Huỳnh Nguyễn Gia Hân | —   |
| 2      | Hương Tràm Tiên Cookie | Đánh thức tầm xuân (Dương Thụ)                                           | Trần Thị Hồng Thư     | Nguyễn Võ Ngọc Giàu  | Bùi Bích Vy          | —   |
| 3      | Vũ Cát Tường           | Cảm ơn tình yêu tôi (Phương Uyên)                                        | Trần Nguyễn Thanh Thy | Nguyễn Ngọc Trọng    | Phạm Lê Quốc Hưng    | —   |
| 4      | Vũ Cát Tường           | Quê nhà - Người ơi người ở đừng về (Trần Tiến - Dân ca Quan họ Bắc Ninh) | Nguyễn Phi Khang      | Đặng Đình Tâm        | Vũ Tiến Dũng         | —   |
| 5      | Hương Tràm Tiên Cookie | Lý quạ kêu - Lý kéo chài (Dân ca Nam Bộ. Lời: Lư Nhất Vũ)                | Nguyễn Khả Vy         | Võ Lê Hoàng Ánh      | Vũ Thị Thảo Vy       | —   |

### Tập 2 (30/09/2017)
| Thứ tự | Đội                    | Bài hát đối đầu (Sáng tác)                        | Thí sinh 1              | Thí sinh 2      | Thí sinh 3            | CỨU                    |
| ------ | ---------------------- | ------------------------------------------------- | ----------------------- | --------------- | --------------------- | ---------------------- |
| 1      | Soobin Hoàng Sơn       | Việt Nam những chuyến đi (Vicky Nhung)            | Nguyễn Duy Linh         | Trần Nam Khánh  | Nguyễn Phi Long       | —                      |
| 2      | Hương Tràm Tiên Cookie | Beauty and the Beast (Howard Ashman, Alan Menken) | Hà Phương Linh          | Trần Xương Nhi  | Lê Châu Như Ngọc      | Soobin Hoàng Sơn       |
| 3      | Soobin Hoàng Sơn       | Chưa bao giờ mẹ kể (Châu Đăng Khoa)               | Trần Quốc Thái          | Huỳnh Thị Ái Vy | Phạm Ngọc Thiên Thanh | —                      |
| 4      | Hương Tràm Tiên Cookie | Con khóc (Bùi Anh Tuấn, Yanbi)                    | Nguyễn Trần Phương Trúc | Huỳnh Gia Phú   | Trần Minh Thư         | —                      |
| 5      | Vũ Cát Tường           | Đèn khuya (Lam Phương)                            | Bùi Mộng Thơm           | Nguyễn Tâm Hào  | Hoàng Thị Thu Hà      | Hương Tràm Tiên Cookie |

### Tập 3 (07/10/2017)
| Thứ tự | Đội                    | Bài hát đối đầu (Sáng tác)                                        | Thí sinh 1            | Thí sinh 2            | Thí sinh 3        | CỨU          |
| ------ | ---------------------- | ----------------------------------------------------------------- | --------------------- | --------------------- | ----------------- | ------------ |
| 1      | Vũ Cát Tường           | Trở về (Nguyễn Dân)                                               | Nguyễn Lê Minh Nguyên | Đào Nguyễn Hải Bình   | Lê Đình Anh Đức   | —            |
| 2      | Hương Tràm Tiên Cookie | Khúc ca yêu cuộc đời (Hồ Hoài Anh)                                | Nguyễn Thủy Tiên      | Lê Thanh Ngân         | Trần Ngọc Gia Hân | —            |
| 3      | Soobin Hoàng Sơn       | Chuồn chuồn ớt (Lê Minh Sơn)                                      | Đỗ Thị Hoài Ngọc      | Nguyễn Ngọc Châu Linh | Lê Kim Ngân       | —            |
| 4      | Vũ Cát Tường           | Flashlight (Sia Futler, Christian Guzman, Jason Moore, Sam Smith) | Dương Ngọc Ánh        | Nguyễn Vũ Phương Anh  | Lương Phương Linh | —            |
| 5      | Soobin Hoàng Sơn       | Con cò (Lưu Hà An)                                                | Đặng Hữu Lâm          | Nguyễn Huy Hoàng      | Bạch Duy Khánh    | Vũ Cát Tường |

## Vòng Liveshow (Vòng Loại trực tiếp)
Vòng liveshow của Giọng hát Việt nhí năm nay cũng thay đổi. Các vòng thi sẽ không được trực tiếp mà được ghi hình phát lại, vì vậy, tỉ lệ bình chọn của khán giả sẽ tính trên tỉ lệ bình chọn của khán giả tại trường quay chứ không thông qua tỉ lệ tin nhắn bình chọn của khán giả cả nước như các mùa trước. Các thí sinh bị loại từ liveshow 1 sẽ có một cơ hội mang tên "Chiếc vé may mắn", khán giả sẽ bình chọn cho thí sinh qua cổng bình chọn trên saostar.vn. 3 thí sinh có tổng lượt bình chọn trên saostar.vn và qua ứng dụng Zalo cao nhất mỗi đội sẽ là chủ nhân của 3 tấm vé bước vào đêm chung kết tranh tài cùng 3 thí sinh xuất sắc nhất các đội sau đêm bán kết. Cổng bình chọn Chiếc vé may mắn sẽ đóng lại vào 12h00 ngày 19/11/2017.
     Thí sinh được vào vòng trong nhờ sự bình chọn của khán giả cao nhất
     Thí sinh được vào vòng trong nhờ sự bình chọn của khán giả cao nhì
     Thí sinh được vào vòng trong nhờ sự lựa chọn của huấn luyện viên
     Thí sinh bị loại

### Liveshow 1 và 2 (14 và 21/10/2017)
9 thí sinh đầu tiên của 3 đội sẽ cùng nhau trình diễn trong đêm Liveshow 1. Trong đêm thi này, mỗi đội sẽ có 3 thí sinh trình diễn. Kết quả sẽ không được công bố trong đêm Liveshow này. 9 thí sinh sau của cả ba đội sẽ cùng nhau trình diễn trong đêm Liveshow 2. Trong đêm thi này, mỗi đội sẽ có 3 thí sinh trình diễn. Kết quả của các thí sinh sẽ được công bố vào cuối Liveshow 2 theo cách thức như sau:
- 2 thí sinh được khán giả bình chọn cao nhất sẽ được vào vòng trong đầu tiên
- 3 thí sinh được huấn luyện viên lựa chọn sẽ vào vòng trong tiếp theo
- 1 thí sinh còn lại của đội sẽ bị loại

| Liveshow                      | Thí sinh              | Mã số bình chọn | Bài hát dự thi (Sáng tác)                                   | Kết quả    |
| ----------------------------- | --------------------- | --------------- | ----------------------------------------------------------- | ---------- |
| Đội Soobin Hoàng Sơn          |                       |                 |                                                             |            |
| Liveshow 1                    | Nguyễn Phi Long       | 14              | Beat it (Michael Jackson)                                   | HLV chọn 2 |
| Liveshow 1                    | Trần Quốc Thái        | 13              | Untitle 2014 (G-Dragon, Lời Việt: Ngọc Phát)                | 28,11%     |
| Liveshow 1                    | Hà Phương Linh        | 15              | Stay (Linus Wiklund, Sarah Aarons)                          | Loại       |
|                               |                       |                 |                                                             |            |
| Liveshow 2                    | Đặng Hữu Lâm          | 17              | Power of love (Gunther Menoe, Candy Derouge)                | HLV chọn 1 |
| Liveshow 2                    | Đỗ Thị Hoài Ngọc      | 18              | Gió mùa về (Lê Minh Sơn)                                    | 19,68%     |
| Liveshow 2                    | Huỳnh Nguyễn Gia Hân  | 16              | La vie en rose (Louiguy, Louis Guglielmi, Edith Piaf)       | HLV chọn 3 |
| Đội Hương Tràm và Tiên Cookie |                       |                 |                                                             |            |
| Liveshow 1                    | Trần Minh Thư         | 02              | Với em là mãi mãi (Hồ Hoài Anh)                             | HLV chọn 3 |
| Liveshow 1                    | Nguyễn Tâm Hào        | 03              | Mưa trên phố Huế - Huế thương (Minh Kỳ - An Thuyên)         | HLV chọn 1 |
| Liveshow 1                    | Nguyễn Khả Vy         | 06              | Son (Đức Nghĩa)                                             | Loại       |
|                               |                       |                 |                                                             |            |
| Liveshow 2                    | Trần Thị Hồng Thư     | 01              | Inh lả ơi - Niềm vui của em (Dân ca Thái - Nguyễn Huy Hùng) | 19,69%     |
| Liveshow 2                    | Lê Châu Như Ngọc      | 05              | Bài ca trên núi (Nguyễn Văn Thương)                         | 22,32%     |
| Liveshow 2                    | Lê Thanh Ngân         | 04              | Chiếc bụng đói (Tiên Cookie)                                | HLV chọn 2 |
| Đội Vũ Cát Tường              |                       |                 |                                                             |            |
| Liveshow 1                    | Hoàng Thị Thu Hà      | 10              | Xin trả tôi về (Mặc Thế Nhân)                               | HLV chọn 1 |
| Liveshow 1                    | Bạch Duy Khánh        | 12              | Tháng tư về (Dương Thụ)                                     | Loại       |
| Liveshow 1                    | Trần Nguyễn Thanh Thy | 08              | Tôi thích (Phương Uyên)                                     | 19,52%     |
|                               |                       |                 |                                                             |            |
| Liveshow 2                    | Đào Nguyễn Hải Bình   | 11              | Shape of you (Ed Sheeran, Steve Mac)                        | HLV chọn 2 |
| Liveshow 2                    | Dương Ngọc Ánh        | 09              | Trở về dòng sông tuổi thơ (Hoàng Hiệp)                      | HLV chọn 3 |
| Liveshow 2                    | Đặng Đình Tâm         | 07              | Xẩm quê choa (Thơ: Nguyễn Minh Khiêm)                       | 23,34%     |

### Liveshow 3 (28/10/2017)
Ở đêm liveshow này, 15 thí sinh sẽ trình diễn một tiết mục đơn ca. Cuối đêm thi, hai thí sinh được khán giả bình chọn cao nhất và hai thí sinh được huấn luyện viên chọn sẽ đi tiếp vào liveshow 4. Thí sinh còn lại của đội sẽ bị loại.
| Tiết mục                      | Thí sinh              | Mã số bình chọn | Bài hát dự thi (Sáng tác)                                                                        | Kết quả    |
| ----------------------------- | --------------------- | --------------- | ------------------------------------------------------------------------------------------------ | ---------- |
| Đội Soobin Hoàng Sơn          |                       |                 |                                                                                                  |            |
| 1                             | Trần Quốc Thái        | 13              | I don't want to miss a thing (Diane Warren)                                                      | Cao nhì    |
| 2                             | Huỳnh Nguyễn Gia Hân  | 16              | Cheap thrills (Greg Kurstin, Sia Furler)                                                         | Loại       |
| 3                             | Đặng Hữu Lâm          | 17              | Stone cold (Gustaf Egil Thorn, Demi Lovato)                                                      | HLV chọn 1 |
| 4                             | Nguyễn Phi Long       | 14              | Lột xác (Nguyễn Hải Phong)                                                                       | HLV chọn 2 |
| 5                             | Đỗ Thị Hoài Ngọc      | 18              | Vẽ (Phạm Toàn Thắng)                                                                             | Cao nhất   |
| Đội Hương Tràm và Tiên Cookie |                       |                 |                                                                                                  |            |
| 1                             | Trần Thị Hồng Thư     | 01              | Bánh trôi nước - Cây trúc xinh (Nhạc: Hồ Hoài Anh - Thơ: Hồ Xuân Hương, Dân ca quan họ Bắc Ninh) | HLV chọn 2 |
| 2                             | Lê Thanh Ngân         | 04              | Gặp mẹ trong mơ (Nhạc Mông Cổ, Lời Việt: Lê Tự Minh)                                             | HLV chọn 1 |
| 3                             | Trần Minh Thư         | 02              | Mùa hoa trở lại (Vũ Minh Tâm)                                                                    | Loại       |
| 4                             | Lê Châu Như Ngọc      | 05              | Believe (Steve Torch, Brian Thomas Higgins, Paul Michael Barry)                                  | 24,12%     |
| 5                             | Nguyễn Tâm Hào        | 03              | Nỗi nhớ cha (Hà Sơn)                                                                             | 27,78%     |
| Đội Vũ Cát Tường              |                       |                 |                                                                                                  |            |
| 1                             | Hoàng Thị Thu Hà      | 10              | Điều không thể mất (Ngọc Châu)                                                                   | Cao nhì    |
| 2                             | Đào Nguyễn Hải Bình   | 11              | Đôi chân trần (Y Phôn K'sơr)                                                                     | Loại       |
| 3                             | Trần Nguyễn Thanh Thy | 08              | Thu cạn (Giáng Son)                                                                              | HLV chọn 2 |
| 4                             | Đặng Đình Tâm         | 07              | Trên đỉnh Phù Vân (Phó Đức Phương)                                                               | Cao nhất   |
| 5                             | Dương Ngọc Ánh        | 09              | Mama knows best (Ashton Millard, Jessica Cornish)                                                | HLV chọn 1 |

### Liveshow 4 (04/11/2017)
Ở đêm liveshow này, 12 thí sinh sẽ trình diễn một tiết mục đơn ca. Cuối đêm thi, hai thí sinh được khán giả bình chọn cao nhất và một thí sinh được huấn luyện viên chọn sẽ đi tiếp vào liveshow 5. Thí sinh còn lại của đội sẽ bị loại.
| Tiết mục                      | Thí sinh              | Mã số bình chọn | Bài hát dự thi (Sáng tác)                                  | Kết quả  |
| ----------------------------- | --------------------- | --------------- | ---------------------------------------------------------- | -------- |
| Đội Soobin Hoàng Sơn          |                       |                 |                                                            |          |
| 1                             | Đặng Hữu Lâm          | 17              | Người mù (Bùi Caroon)                                      | Cao nhất |
| 2                             | Trần Quốc Thái        | 13              | Góc tối (Nguyễn Hải Phong)                                 | Loại     |
| 3                             | Nguyễn Phi Long       | 14              | Đi đâu để thấy hoa bay (Nguyễn Hoàng Dũng)                 | HLV chọn |
| 4                             | Đỗ Thị Hoài Ngọc      | 18              | Chị tôi (Trần Tiến)                                        | Cao nhì  |
| Đội Hương Tràm và Tiên Cookie |                       |                 |                                                            |          |
| 1                             | Lê Thanh Ngân         | 04              | Bài hát cho Bi (Nhạc: Anh Quân. Lời: Mỹ Linh)              | Cao nhì  |
| 2                             | Trần Thị Hồng Thư     | 01              | Chị tôi (Nhạc: Trọng Đài. Thơ: Đoàn Thị Tảo)               | Loại     |
| 3                             | Nguyễn Tâm Hào        | 03              | Neo đậu bến quê (An Thuyên)                                | HLV chọn |
| 4                             | Lê Châu Như Ngọc      | 05              | Giặt xong lại mặc (Tiên Cookie. Lời Rap: T-Akayz)          | Cao nhất |
| Đội Vũ Cát Tường              |                       |                 |                                                            |          |
| 1                             | Dương Ngọc Ánh        | 09              | Xa khơi (Nguyễn Tài Tuệ)                                   | Cao nhì  |
| 2                             | Hoàng Thị Thu Hà      | 10              | Tạ ơn mẹ (Lam Phương)                                      | HLV chọn |
| 3                             | Trần Nguyễn Thanh Thy | 08              | Người em yêu mãi (Phạm Hải Âu)                             | Loại     |
| 4                             | Đặng Đình Tâm         | 07              | Khúc hát sông quê (Nhạc: Nguyễn Trọng Tạo Thơ: Lê Huy Mậu) | Cao nhất |

### Liveshow 5 (11/11/2017)
Ở đêm liveshow này, 9 thí sinh sẽ trình diễn một tiết mục đơn ca và một tiết mục tam ca thí sinh + HLV. Cuối đêm thi, một thí sinh được khán giả bình chọn cao nhất và một thí sinh được huấn luyện viên chọn sẽ đi tiếp vào đêm bán kết. Thí sinh còn lại của đội sẽ bị loại.
| Thứ tự                        | Thí sinh         | Mã số bình chọn | Bài hát dự thi đơn ca (Sáng tác)                 | Bài hát dự thi tam ca + HLV (Sáng tác)           | Kết quả  |
| ----------------------------- | ---------------- | --------------- | ------------------------------------------------ | ------------------------------------------------ | -------- |
| Đội Soobin Hoàng Sơn          |                  |                 |                                                  |                                                  |          |
| 1                             | Đặng Hữu Lâm     | 17              | I feel good (James Brown)                        | Đi và yêu (Phạm Toàn Thắng)                      | HLV chọn |
| 2                             | Nguyễn Phi Long  | 14              | Ngại gì khác biệt (Khắc Hưng)                    | Đi và yêu (Phạm Toàn Thắng)                      | Loại     |
| 3                             | Đỗ Thị Hoài Ngọc | 18              | Cây đàn tróc sơn (Lưu Thiên Hương)               | Đi và yêu (Phạm Toàn Thắng)                      | Cao nhất |
| Đội Hương Tràm và Tiên Cookie |                  |                 |                                                  |                                                  |          |
| 1                             | Lê Thanh Ngân    | 04              | Tháng tư là lời nói dối của em (Phạm Toàn Thắng) | Tuổi đá buồn Tuổi đời mênh mông (Trịnh Công Sơn) | HLV chọn |
| 2                             | Nguyễn Tâm Hào   | 03              | Tiếng dân chài (Phạm Đình Chương)                | Tuổi đá buồn Tuổi đời mênh mông (Trịnh Công Sơn) | Loại     |
| 3                             | Lê Châu Như Ngọc | 05              | Em gái mưa (Mr. Siro)                            | Tuổi đá buồn Tuổi đời mênh mông (Trịnh Công Sơn) | Cao nhất |
| Đội Vũ Cát Tường              |                  |                 |                                                  |                                                  |          |
| 1                             | Hoàng Thị Thu Hà | 10              | Thương về miền Trung (Minh Kỳ)                   | Về miền Tây (Tô Thanh Tùng)                      | Loại     |
| 2                             | Đặng Đình Tâm    | 07              | Giọt sương bay lên (Nguyễn Vĩnh Tiến)            | Về miền Tây (Tô Thanh Tùng)                      | Cao nhất |
| 3                             | Dương Ngọc Ánh   | 09              | Bà năm (Vũ Quốc Việt)                            | Về miền Tây (Tô Thanh Tùng)                      | HLV chọn |

### Liveshow 6 (18/11/2017)
Ở liveshow 6, mỗi thí sinh của các đội sẽ trình bày 1 bài hát đơn ca và 1 bài hát tam ca kết hợp với 1 khách mời của chương trình. Ai có tổng số điểm dựa trên 50% bình chọn khán giả và 50% số điểm của HLV cao hơn sẽ chính thức bước vào đêm chung kết. Người còn lại của đội sẽ bị loại.
| Thứ tự                        | Thí sinh         | Mã số bình chọn | Bài hát dự thi đơn ca (Sáng tác)                                                        | Bài hát dự thi tam ca với khách mời (Sáng tác)                                                | Điểm thành phần     | Điểm thành phần  | Tổng điểm (%) | Kết quả |
| Thứ tự                        | Thí sinh         | Mã số bình chọn | Bài hát dự thi đơn ca (Sáng tác)                                                        | Bài hát dự thi tam ca với khách mời (Sáng tác)                                                | Tỉ lệ bình chọn (%) | Điểm HLV cho (%) | Tổng điểm (%) | Kết quả |
| ----------------------------- | ---------------- | --------------- | --------------------------------------------------------------------------------------- | --------------------------------------------------------------------------------------------- | ------------------- | ---------------- | ------------- | ------- |
| Đội Soobin Hoàng Sơn          |                  |                 |                                                                                         |                                                                                               |                     |                  |               |         |
| 1                             | Đặng Hữu Lâm     | 17              | Giăng tơ (Lưu Hà An)                                                                    | Về nhà đi thôi (Nguyễn Minh Cường) Khách mời: Ali Hoàng Dương (Quán quân Giọng hát Việt 2017) | 44,35%              | 50%              | 94,35%        | Loại    |
| 2                             | Đỗ Thị Hoài Ngọc | 18              | Tháng giêng (Lưu Thiên Hương)                                                           | Về nhà đi thôi (Nguyễn Minh Cường) Khách mời: Ali Hoàng Dương (Quán quân Giọng hát Việt 2017) | 55,65%              | 50%              | 105,65%       | Vào CK  |
| Đội Hương Tràm và Tiên Cookie |                  |                 |                                                                                         |                                                                                               |                     |                  |               |         |
| 1                             | Lê Châu Như Ngọc | 05              | Fighter - Uptown funk (Christina Aguilera, Scott Storch, Jeff Bhasker, Philip Lawrence) | We belong together (Huỳnh Hiền Năng) Khách mời: Đông Nhi (HLV Giọng hát Việt nhí 2016)        | 71,64%              | 50%              | 121,64%       | Vào CK  |
| 2                             | Lê Thanh Ngân    | 04              | Chúc bé ngủ ngon (Nhạc: Johannes Brahms. Lời: Phạm Tuyên)                               | We belong together (Huỳnh Hiền Năng) Khách mời: Đông Nhi (HLV Giọng hát Việt nhí 2016)        | 28,36%              | 50%              | 78,36%        | Loại    |
| Đội Vũ Cát Tường              |                  |                 |                                                                                         |                                                                                               |                     |                  |               |         |
| 1                             | Đặng Đình Tâm    | 07              | Bèo dạt mây trôi - Tát nước đầu đình (Dân ca Quan họ Bắc Ninh - Đào Duy Anh)            | Tình cha (Ngọc Sơn) Khách mời: Nguyễn Đức Phúc (Quán quân Giọng hát Việt 2015)                | 46,6%               | 50%              | 96,6%         | Loại    |
| 2                             | Dương Ngọc Ánh   | 09              | O sole mio (Nhạc: Ý. Lời Việt: Phạm Tuyên)                                              | Tình cha (Ngọc Sơn) Khách mời: Nguyễn Đức Phúc (Quán quân Giọng hát Việt 2015)                | 53,4%               | 50%              | 103,4%        | Vào CK  |

### Liveshow 7 (25/11/2017)
Sau đêm bán kết, ngoài 3 thí sinh xuất sắc được bước vào chung kết, thông qua bình chọn "Chiếc vé may mắn" trên báo điện tử Saostar và Zalo, 3 thí sinh có bình chọn cao nhất mỗi đội là Trần Quốc Thái (đội Soobin Hoàng Sơn với 24,36%), Trần Thị Hồng Thư (đội Hương Tràm và Tiên Cookie với 31,83%) và Đặng Đình Tâm (đội Vũ Cát Tường với 21,21%) sẽ chính thức trở lại đêm chung kết. Trong đêm chung kết, mỗi đội sẽ có 2 thí sinh dự thi, mỗi thí sinh sẽ dự thi một bài hát đơn ca và một bài hát do HLV dàn dựng. Kết quả bình chọn qua 3 hệ thống (tổng đài, Zalo và Saostar.vn) sẽ tìm ra quán quân của Giọng hát Việt nhí 2017.
| Thí sinh          | Mã số bình chọn | Đội huấn luyện viên       | Bài hát dự thi đơn ca (Sáng tác)   | Bài hát do HLV dàn dựng (Sáng tác)         | Kết quả            |
| ----------------- | --------------- | ------------------------- | ---------------------------------- | ------------------------------------------ | ------------------ |
| Trần Quốc Thái    | 13              | Soobin Hoàng Sơn          | Người mẹ (Nhóm Microwave)          | Hủ tiếu gõ (Michelle Lưu)                  | Giải ba (8,34%)    |
| Đỗ Thị Hoài Ngọc  | 18              | Soobin Hoàng Sơn          | Tết trên bản (Lưu Thiên Hương)     | Hủ tiếu gõ (Michelle Lưu)                  | Á quân             |
|                   |                 |                           |                                    |                                            |                    |
| Lê Châu Như Ngọc  | 05              | Hương Tràm và Tiên Cookie | Đêm (Dominik Nghĩa Đỗ, Hoàng Quân) | Mẹ sắp có em bé (Tiên Cookie, Phạm Hải Âu) | Á quân             |
| Trần Thị Hồng Thư | 01              | Hương Tràm và Tiên Cookie | Gọi tên bốn mùa (Trịnh Công Sơn)   | Mẹ sắp có em bé (Tiên Cookie, Phạm Hải Âu) | Giải ba (4,65%)    |
|                   |                 |                           |                                    |                                            |                    |
| Đặng Đình Tâm     | 07              | Vũ Cát Tường              | Xẩm thập ân (Dân gian)             | Forever mine (Vũ Cát Tường)                | Giải ba (15,57%)   |
| Dương Ngọc Ánh    | 09              | Vũ Cát Tường              | Dệt tầm gai (Ngọc Đại)             | Forever mine (Vũ Cát Tường)                | Quán quân (39,38%) |

## Đội
Chú thích
| - Quán quân - Á quân - Giải ba | - Thí sinh bị loại ở vòng Liveshow - Thí sinh được cứu lại bởi HLV khác - Thí sinh bị loại ở vòng Đối đầu |

| Soobin Hoàng Sơn         |                      |                      |                         |
| Đỗ Thị Hoài Ngọc         | Trần Quốc Thái       | Đặng Hữu Lâm         | Nguyễn Phi Long         |
| Huỳnh Nguyễn Gia Hân     | Hà Phương Linh       | Bạch Duy Khánh       | Trần Tuyết Đan Lê       |
| Nguyễn Duy Linh          | Trần Nam Khánh       | Nguyễn Huy Hoàng     | Phạm Ngọc Thiên Thanh   |
| Lê Kim Ngân              | Huỳnh Thị Ái Vy      | Nguyễn Thị Minh Ngọc | Nguyễn Ngọc Châu Linh   |
| Hương Tràm & Tiên Cookie |                      |                      |                         |
| Lê Châu Như Ngọc         | Trần Thị Hồng Thư    | Lê Thanh Ngân        | Nguyễn Tâm Hào          |
| Trần Minh Thư            | Nguyễn Khả Vy        | Hà Phương Linh       | Trần Ngọc Gia Hân       |
| Vũ Thị Thảo Vy           | Trần Xương Nhi       | Bùi Bích Vy          | Nguyễn Thủy Tiên        |
| Nguyễn Võ Ngọc Giàu      | Võ Lê Hoàng Ánh      | Huỳnh Gia Phú        | Nguyễn Trần Phương Trúc |
| Vũ Cát Tường             |                      |                      |                         |
| Dương Ngọc Ánh           | Đặng Đình Tâm        | Hoàng Thị Thu Hà     | Trần Nguyễn Thanh Thy   |
| Đào Nguyễn Hải Bình      | Bạch Duy Khánh       | Nguyễn Tâm Hào       | Nguyễn Lê Minh Nguyên   |
| Lương Phương Linh        | Nguyễn Vũ Phương Anh | Bùi Mộng Thơm        | Nguyễn Ngọc Trọng       |
| Lê Đình Anh Đức          | Phạm Lê Quốc Hưng    | Vũ Tiến Dũng         | Nguyễn Phi Khang        |

## Bảng loại trừ
Đội
| - Thí sinh đội Soobin Hoàng Sơn | - Thí sinh đội Hương Tràm & Tiên Cookie | - Thí sinh đội Vũ Cát Tường |

Kết quả chi tiết
| - Quán quân - Á quân - Giải ba | - Được cứu bởi "Chiếc vé may mắn" - Thí sinh an toàn do được khán giả chọn - Thí sinh an toàn do được HLV chọn - Thí sinh bị loại |

| Thí sinh              | Tuần 1+2 | Tuần 3          | Tuần 4          | Tuần 5          | Bán kết                         | Chung kết          |
| --------------------- | -------- | --------------- | --------------- | --------------- | ------------------------------- | ------------------ |
| Dương Ngọc Ánh        | An toàn  | An toàn         | An toàn         | An toàn         | An toàn                         | Quán quân (39,38%) |
| Lê Châu Như Ngọc      | An toàn  | An toàn         | An toàn         | An toàn         | An toàn                         | Á quân             |
| Đỗ Thị Hoài Ngọc      | An toàn  | An toàn         | An toàn         | An toàn         | An toàn                         | Á quân             |
| Đặng Đình Tâm         | An toàn  | An toàn         | An toàn         | An toàn         | Được cứu bởi "Chiếc vé may mắn" | Giải ba (15,57%)   |
| Trần Quốc Thái        | An toàn  | An toàn         | Loại            | Loại (Tuần 4)   | Được cứu bởi "Chiếc vé may mắn" | Giải ba (8,34%)    |
| Trần Thị Hồng Thư     | An toàn  | An toàn         | Loại            | Loại (Tuần 4)   | Được cứu bởi "Chiếc vé may mắn" | Giải ba (4,65%)    |
| Đặng Hữu Lâm          | An toàn  | An toàn         | An toàn         | An toàn         | Loại                            | Loại (Tuần 6)      |
| Lê Thanh Ngân         | An toàn  | An toàn         | An toàn         | An toàn         | Loại                            | Loại (Tuần 6)      |
| Nguyễn Phi Long       | An toàn  | An toàn         | An toàn         | Loại            | Loại (Tuần 5)                   | Loại (Tuần 5)      |
| Nguyễn Tâm Hào        | An toàn  | An toàn         | An toàn         | Loại            | Loại (Tuần 5)                   | Loại (Tuần 5)      |
| Hoàng Thị Thu Hà      | An toàn  | An toàn         | An toàn         | Loại            | Loại (Tuần 5)                   | Loại (Tuần 5)      |
| Trần Nguyễn Thanh Thy | An toàn  | An toàn         | Loại            | Loại (Tuần 4)   | Loại (Tuần 4)                   | Loại (Tuần 4)      |
| Huỳnh Nguyễn Gia Hân  | An toàn  | Loại            | Loại (Tuần 3)   | Loại (Tuần 3)   | Loại (Tuần 3)                   | Loại (Tuần 3)      |
| Trần Minh Thư         | An toàn  | Loại            | Loại (Tuần 3)   | Loại (Tuần 3)   | Loại (Tuần 3)                   | Loại (Tuần 3)      |
| Đào Nguyễn Hải Bình   | An toàn  | Loại            | Loại (Tuần 3)   | Loại (Tuần 3)   | Loại (Tuần 3)                   | Loại (Tuần 3)      |
| Hà Phương Linh        | Loại     | Loại (Tuần 1+2) | Loại (Tuần 1+2) | Loại (Tuần 1+2) | Loại (Tuần 1+2)                 | Loại (Tuần 1+2)    |
| Nguyễn Khả Vy         | Loại     | Loại (Tuần 1+2) | Loại (Tuần 1+2) | Loại (Tuần 1+2) | Loại (Tuần 1+2)                 | Loại (Tuần 1+2)    |
| Bạch Duy Khánh        | Loại     | Loại (Tuần 1+2) | Loại (Tuần 1+2) | Loại (Tuần 1+2) | Loại (Tuần 1+2)                 | Loại (Tuần 1+2)    |

### Đội
| - Thí sinh đội Soobin Hoàng Sơn | - Thí sinh đội Hương Tràm & Tiên Cookie | - Thí sinh đội Vũ Cát Tường |

Kết quả chi tiết
| - Quán quân - Á quân - Giải ba | - Thí sinh bị loại - Thí sinh được cứu bởi "Chiếc vé may mắn" (dựa trên hệ thống trên trang Saostar) |

| Thí sinh                      | Tuần 1+2             | Tuần 3               | Tuần 4               | Tuần 5               | Bán kết                         | Chung kết            |
| Đội Soobin Hoàng Sơn          | Đội Soobin Hoàng Sơn | Đội Soobin Hoàng Sơn | Đội Soobin Hoàng Sơn | Đội Soobin Hoàng Sơn | Đội Soobin Hoàng Sơn            | Đội Soobin Hoàng Sơn |
| ----------------------------- | -------------------- | -------------------- | -------------------- | -------------------- | ------------------------------- | -------------------- |
| Đỗ Thị Hoài Ngọc              | 19,68%               | Cao nhất             | Cao nhì              | Cao nhất             | Vào CK                          | Á quân               |
| Trần Quốc Thái                | 28,11%               | Cao nhì              | Loại bỏ              |                      | Được cứu bởi "Chiếc vé may mắn" | Giải ba (8,34%)      |
| Đặng Hữu Lâm                  | HLV chọn 1           | HLV chọn 1           | Cao nhất             | HLV chọn             | Loại bỏ                         |                      |
| Nguyễn Phi Long               | HLV chọn 2           | HLV chọn 2           | HLV chọn             | Loại bỏ              |                                 |                      |
| Huỳnh Nguyễn Gia Hân          | HLV chọn 3           | Loại bỏ              |                      |                      |                                 |                      |
| Hà Phương Linh                | Loại bỏ              |                      |                      |                      |                                 |                      |
| Đội Hương Tràm và Tiên Cookie |                      |                      |                      |                      |                                 |                      |
| Lê Châu Như Ngọc              | 22,32%               | 24,12%               | Cao nhất             | Cao nhất             | Vào CK                          | Á quân               |
| Trần Thị Hồng Thư             | 19,69%               | HLV chọn 2           | Loại bỏ              |                      | Được cứu bởi "Chiếc vé may mắn" | Giải ba (4,65%)      |
| Lê Thanh Ngân                 | HLV chọn 2           | HLV chọn 1           | Cao nhì              | HLV chọn             | Loại bỏ                         |                      |
| Nguyễn Tâm Hào                | HLV chọn 1           | 27,78%               | HLV chọn             | Loại bỏ              |                                 |                      |
| Trần Minh Thư                 | HLV chọn 3           | Loại bỏ              |                      |                      |                                 |                      |
| Nguyễn Khả Vy                 | Loại bỏ              |                      |                      |                      |                                 |                      |
| Đội Vũ Cát Tường              |                      |                      |                      |                      |                                 |                      |
| Dương Ngọc Ánh                | HLV chọn 3           | HLV chọn 1           | Cao nhì              | HLV chọn             | Vào CK                          | Quán quân (39,38%)   |
| Đặng Đình Tâm                 | 23,34%               | Cao nhất             | Cao nhất             | Cao nhất             | Được cứu bởi "Chiếc vé may mắn" | Giải ba (15,57%)     |
| Hoàng Thị Thu Hà              | HLV chọn 1           | Cao nhì              | HLV chọn             | Loại bỏ              |                                 |                      |
| Trần Nguyễn Thanh Thy         | 19,52%               | HLV chọn 2           | Loại bỏ              |                      |                                 |                      |
| Đào Nguyễn Hải Bình           | HLV chọn 2           | Loại bỏ              |                      |                      |                                 |                      |
| Bạch Duy Khánh                | Loại bỏ              |                      |                      |                      |                                 |                      |